# Wohlfahrt
La Wohlfahrt è stata una piccola fabbrica svizzera costruttrice di pianoforti verticali e a coda molto attiva soprattutto nella prima metà del XX secolo.

## Storia

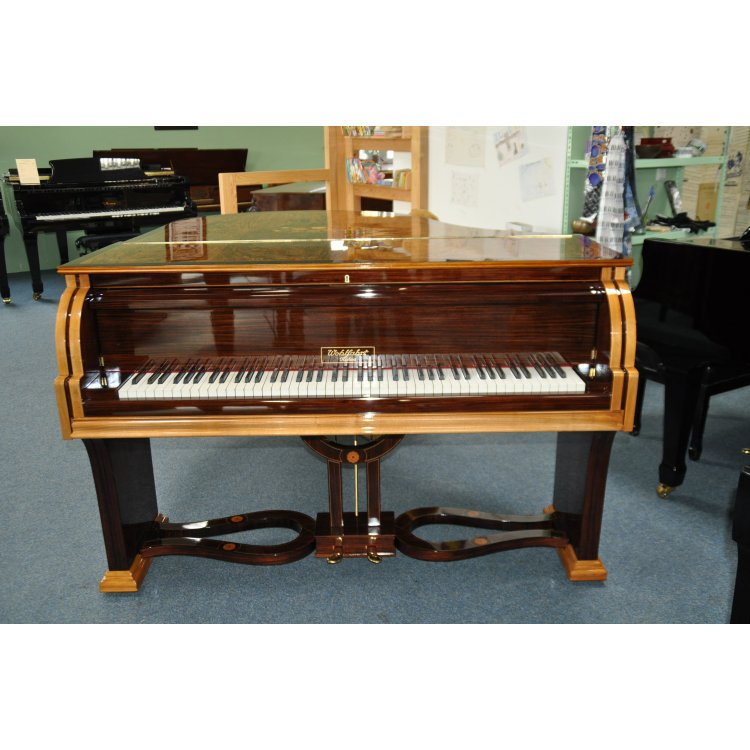
Pianoforte a coda Wohlfahrt dei primi anni del XX secolo

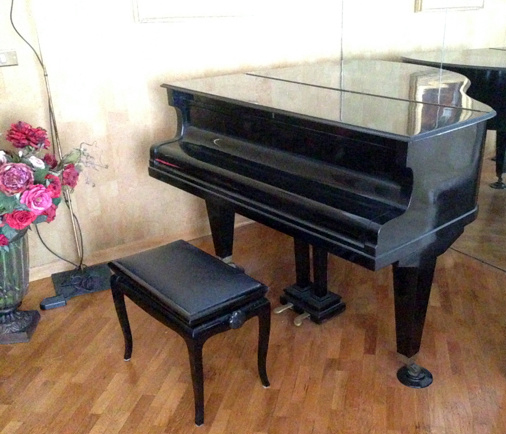
Pianoforte a coda Wohlfahrt tra le ultime produzioni di Hermann

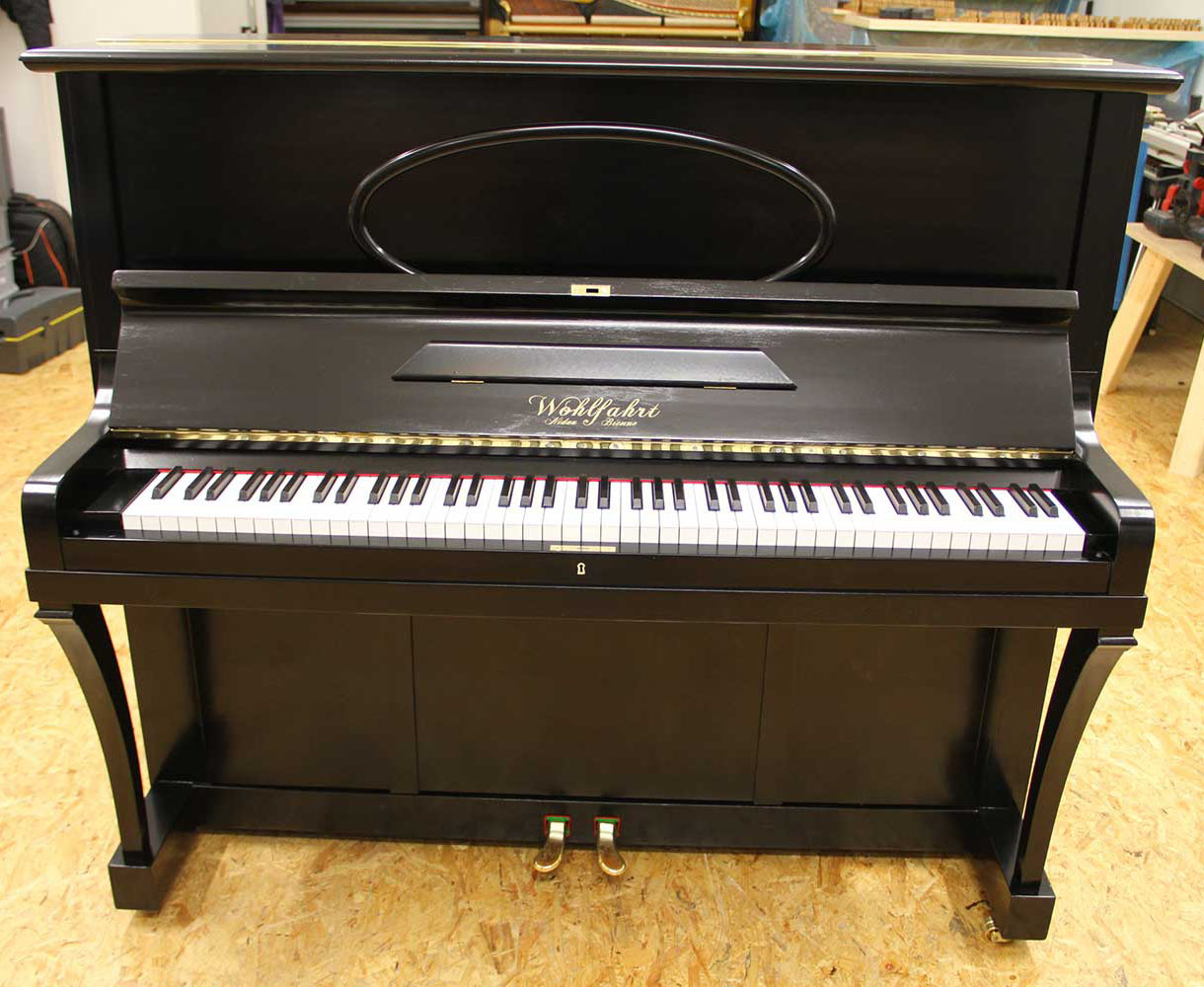
Pianoforte verticale Wohlfahrt

### Inizi
Hermann Wohlfahrt (1877-1945) iniziò la propria attività di artigiano nella zona intorno a Nidau col maestro Schwarz. I primi pianoforti furono costruiti in un piccolo laboratorio a Bienne col frutto di tale collaborazione intorno al 1898-1904 con il logo Wohlfahrt-Schwarz.

### Fama
Il successo dei primi pianoforti gli consentì di trasferirsi a Nidau e fondare la società Wohlfahrt nel 1903. Con il contributo familiare l'attività crebbe ed Hermann continuò a costruire pianoforti verticali e a coda che godevano di un'ottima reputazione tra gli esperti; I modelli migliori utilizzavano meccanica Renner a doppio scappamento con arpa a corde incrociate in ghisa monofusa, tasti in avorio. Hermann Wohlfahrt fu per la sua rinomata produzione di pianoforti anche insignito della cittadinanza onoraria di Nidau. Fino alla sua morte, avvenuta nel 1945, produsse oltre 10.000 pianoforti.

### Fine attività
Successivamente alla morte del fondatore, il figlio Werner continuò l'attività di famiglia a Lengnau e successivamente a metà degli anni 50 a Grenchen. L'attività di produzione dopo Hermann inizio rapidamente a calare soprattutto a causa dei pianoforte economici internazionali e soprattutto asiatici che iniziarono a raggiungere l'Europa, per cui il mercato svizzero si rivelò troppo piccolo per l'azienda di famiglia. La produzione a ritmo ridotto continuò fino all'inizio degli anni 80 quando Werner Wohlfahrt cessò l'attività.